# Keski-Voho
Keski-Voho och Ali-Voho, eller Vohonjärvet är sjöar i Finland. De ligger i kommunen Posio i landskapet Lappland, i den norra delen av landet, 700 km norr om huvudstaden Helsingfors. Keski-Voho ligger 196 meter över havet. Den är 6,75 meter djup. Arean är 65,7 hektar och strandlinjen är 3,82 kilometer lång. Sjön  ingår i Simo älvs huvudavrinningsområde. 